# オーリン・ダウンズ
エドウィン・オーリン・ダウンズ（Edwin Olin Downes 1886年1月27日 - 1955年8月22日）は、アメリカ合衆国の音楽評論家。オーリン・ダウンズとして広く知られた。ジャン・シベリウスの音楽を強く推したことにより「シベリウスの使徒」と呼ばれた。『ニューヨーク・タイムズ』紙の評論家として音楽評論に多大な影響を及ぼしたが、彼が下した判断の多くは時の経過とともにその価値を保てなくなっている。

## 生涯
ダウンズはイリノイ州のエバンストンに生まれた。ニューヨークではアメリカ・ナショナル音楽院でピアノを学び、ボストンではカール・バーマンにピアノを師事、音楽に関する多様な主題についてルイス・ケルターボーン（歴史と分析）、ホーマー・ノリスとクリフォード・ヘイルマン（音楽史）、ジョン・P・マーシャル（音楽評論）に学んだ。これら2都市で彼は音楽評論家としてのキャリアを積んでいくことになる。最初が『ボストン・ポスト』紙（1906年-1924年）で、次にリチャード・アルドリッチを引き継ぐ形となった『ニューヨーク・タイムズ』紙（1924年-1955年）である。
ダウンズが取り上げた話題でも目立ったもののひとつにシベリウスの音楽があり、彼は1907年の段階では称賛の言葉を記していた。彼は1914年のシベリウス訪米時に本人と会っている。『ニューヨーク・タイムズ』紙の評論家となった後、広がりを見せるストラヴィンスキーの音楽への熱狂に対抗すべく2度目のシベリウス訪米を画策したが、シベリウスに招待を受諾させるほど説得しきるには至らなかった。シベリウス本人に代わる絶え間ない布教活動を行ったことにより、ダウンズは「シベリウスの使徒」とあだ名されていた。1937年にはシベリウス音楽普及活動が認められて、彼はフィンランド白薔薇勲章のコマンダーに叙されている。1940年のシベリウス生誕75周年の記念式典にはゲストスピーカーとして参加した。シベリウスを主題として、彼は多数の記事に加えて2冊の著書を出版している。1冊目はフィンランド語でのみ出された『Sibelius』（1945年）で、ダウンズのシベリウスに関する記事を集めてパウル・シェーブロムが翻訳したものである。2冊目はダウンズ最後の著作となった『Sibelius the Symphonist』（1956年）で、死後に出版された。『ベイカー音楽家人名事典』によると彼はシベリウスのための運動に加えて、リヒャルト・シュトラウス、プロコフィエフ、ショスタコーヴィチなど、20世紀の他の作曲家を米国に広めるにあたっても大きな貢献をしたという。
『ニューグローヴ世界音楽大事典』はダウンズの評論が「米国において同時代のポピュラー音楽の見解に強い影響を及ぼした」としつつも「その中で定義された審美眼は時代遅れとなっている」と述べる。彼はエルガー、ヴェーベルン、ベルクといったロマン派から無調に至るまで、後に広く尊敬されることになる多くの作曲家をこき下ろした。エルガーの音楽についてはこう書いている。「アンチマカッサーとポークパイ・ボンネットの時代の自己満足と野暮な真面目さを反映している。貧しい趣味とポストロマン派の膨れ上がった管弦楽法から悪影響を受けているのである。」ヴェーベルンの交響曲を切り捨てて「矮小かつ無益な着想を削り取り、無益さの完璧な結実を達成して正確に無を書くことによりヴェーベルンが作曲した、囁き、舌打ちし、つま弾く小曲の中のひとつ」と述べてもいる。ヴェーベルンの音楽はどうでもよく、ルイス・グルーエンバーグの音楽の方がより重要であるというのがダウンズの持論であった。ダウンズは演奏家評においても同様に強く偏向していた。
ダウンズは1930年代に指揮者のアルトゥーロ・トスカニーニを褒め称える一方で、ニューヨーク・フィルハーモニックの音楽監督としてトスカニーニの後任に就いたジョン・バルビローリに中傷を浴びせ続けた。これには抗議の声が上がり、ダウンズの「執拗に繰り返されるでたらめな文書」には「とことん吐き気を催す」と非難された。
1930年代から1950年代にかけて、ダウンズは『メトロポリタン・オペラ・クイズ』の司会者を務めた。これは土曜日の午後にメトロポリタン・オペラの中継が続く合間に放送されたラジオ番組である。この役割は後に彼の息子であるエドワード・ダウンズへと引き継がれた。
シンシナティ音楽院は1939年にダウンズへ名誉博士号を授与している。ジョージア大学に収蔵されている彼の書類には、作曲家、音楽学者、演奏家、評論家との間に交わされた5万通を超える書簡が含まれている。
ダウンズはニューヨークで69年の生涯を閉じた。

## 出版物
- The lure of music: depicting the human side of great composers, with stories of their inspired creations. New York: Harper & Bros., 1918年.
- Symphonic broadcasts. New York: L. MacVeagh, 1931年.
- Symphonic masterpieces.  New York: Dial Press, 1935年.
- A treasury of American song  (with Elie Siegmeister).  New York : A.A. Knopf, 1943年.
- Sibelius (in Finnish, translated by Paul Sjöblom). Helsinki: Otava, 1945年.
- Ten Operatic Masterpieces (with Alberta Sordini and Lonard Marker). New York: Broadcast Music Inc.; G. Ricordi & Co.; Charles Scribner's Sons, 1952年.
- Sibelius the Symphonist.  New York: Philharmonic-Symphony Society of New York, 1956年.
- Olin Downes on Music; a selection from his writings during the half-century 1906 to 1955. New York: Simon and Schuster, 1957年.